# Delia Akeley
Delia Akeley   (Beaver Dam, 5 de desembre de 1869 - Daytona Beach, 22 de maig de 1970) Delia Julia Akeley també coneguda amb el sobrenom de Mickie, fou una exploradora estatunidenca.

## Biografia

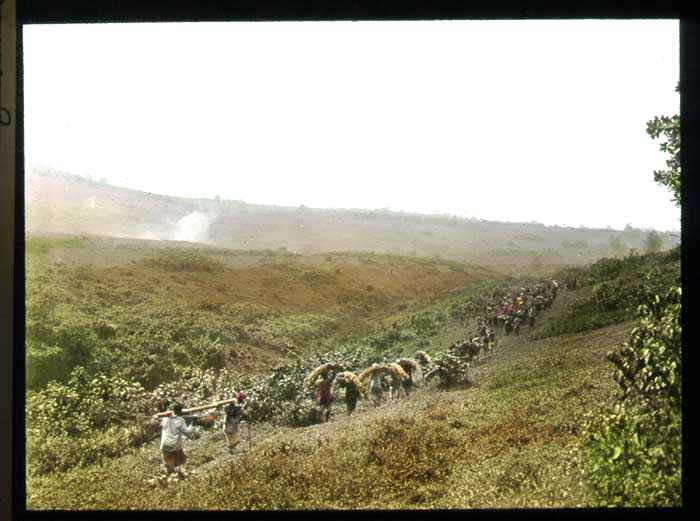
Expedició del 1906 a Uganda

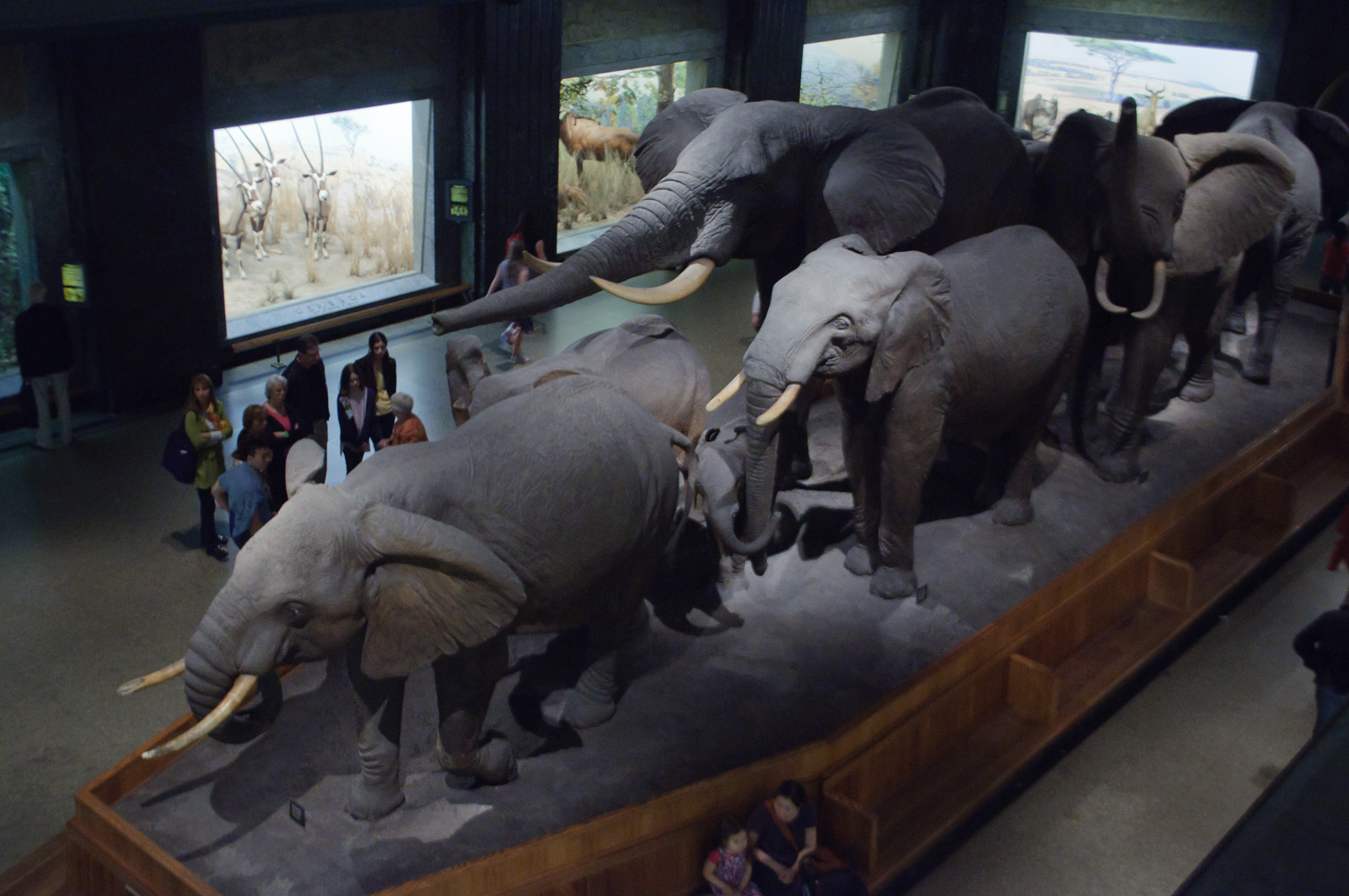
Un elefant abatut per Delia Akeley dins d'un grup a l'Africa Hall del Museu Americà d'Història Natural de Nova York

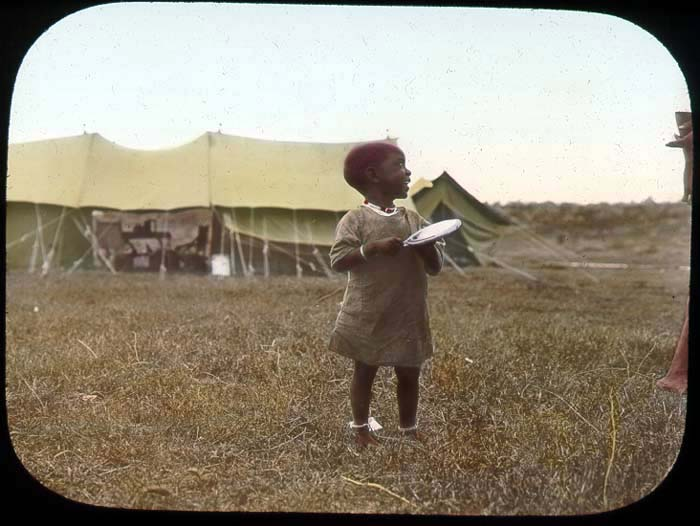
Kenya, 1906, el camp d'expedició al fons

Delia Akeley va néixer a Beaver Dam, Wisconsin, filla de Patrick i Margaret (Hanberry) Denning, immigrants irlandesos.
El 1902 es va casar amb el taxidermista, artista i inventor Carl E. Akeley, que va dissenyar el Saló Africà al Museu Americà d'Història Natural de Nova York,on va establir diversos dels seus diorames. Anteriorment, ell havia treballat al Museu Field d'Història Natural de Chicago.
Durant els seus anys al Field, va assistir el seu marit en la creació dels seus diorames Four Seasons of the Virginia Deer i va unir-se a ell en una expedició del 1906-07 de recol·lecció de mostres a l'Àfrica. Akeley es va incorporar després al Museu Americà d'Història Natural de Nova York on va continuar la seva tasca de taxidèrmia i va concebre el gran Africa Hall. Delia va acompanyar Akeley en expedicions per recollir espècimens centrals a les mostres més importants de les seccions africanes d'ambdós. El més gran dels elefants africans muntats, coneguts com els "Fighting Bulls" (Toros de lluita) a la sala principal del Museu Field, fou abatut per Delia en l'expedició del 1906 del Museu Field,i també va recollir un dels membres del grup d'elefants a la Sala Africana del Museu Americà d'Història Natural en una expedició de 1909-11 per a aquest museu
A Kenya, quan caçava els elefants que havien de formar el més important de tots els aparadors de la Sala Africana del Museu Americà d'Història Natural, Carl Akeley va ser atacat per un gran elefant mascle mentre estava de caça amb un equip dels seus portadors i ajudants. Els altres es van espantar i fugir, pensant-se que Carl estava mort. Però Akeley va sobreviure, en una petita part perquè Delia va tornar de nou al cos amb dos porters que inicialment havien fugit de terror.i el va portar a un hospital a través d'una perillosa regió muntanyosa. Ella també el va tractar i el va salvar de la mort en un moment en què patia febre biliar.
El 1920, després que Carl es guarís de la febre biliar, els Akeleys van tornar a Nova York amb un mico domesticat anomenat "J.T. Jr.", adquirit pels Akeleys durant la seva darrera expedició a Kenya. Ja a Nova York, Carl Akeley va passar el seu temps recaptant fons per al museu, esculpint models per als seus diorames i coneixent Mary Jobe, antiga estudiant, i a Bryn Mawr, que es va convertir en etnògrafa i exploradora a Àfrica.
Tant Bodry-Sanders com Kirk suggereixen que l'obsessió de Delia pel mico i l'aïllament creixent del món exterior va contribuir al deteriorament del matrimoni dels Akeley, i al seu divorci, ocorregut el 1923.
El 1924, Carl es va casar amb Mary Jobe; ell té 60 anys i ella 37. Carl Akeley va tornar a l'Àfrica per estudiar els goril·les de muntanya amb la seva nova esposa Mary. El 1926, a Carl li van diagnosticar disenteria, però comença a sagnar per tots els orificis (possiblement per la malaltia del virus de l'Ebola no diagnosticada) i morí durant l'expedició.

## Vida posterior
El 1924, després del divorci, Delia va continuar viatjant per l'Àfrica dirigint les seves pròpies expedicions i concentrant-se en l'etnografia de les tribus més solitàries com els pigmeus. Es troba entre els primers occidentals a explorar el desert entre Kenya i Etiòpia, i va explorar el Tana en caiuc des de la seva desembocadura a l'oceà Índic. També va viure durant diversos mesos amb els pigmeus de la selva d'Ituri, al Zaire.
El 4 de gener de 1939, es va casar amb el Dr. Warren D. Howe,un home de negocis, que va morir el 1951.Va ser inclosa en l'edició de 1946 del Who's Who in America.
Delia Akeley va morir el 1970 a 94 anys.La seva obra autobiogràfica inclou Jungle Portraits i All True!. També és una de les primeres autores a escriure una biografia no antropomòrfica sinó psicològica d'un primat: "J.T. Jr." The Biography of an African Monkey.

## Postéritat
Amb Christina Dodwell, Mary Kingsley, Florence Baker i Alexine Tinne, és un dels temes del llibre de Margo McLoone Women explorers in Africa (1997)
El cràter venusià Akeley va rebre aquest nom en honor seu.